# Nowotierskoje
Nowotierskoje (ros. Новотерское) – wieś w Rosji, w Czeczenii, w rejonie naurskim. W 2010 liczyła 3764 mieszkańców.